# Loggia del Battistero
La Loggia del Battistero è un loggiato romanico che si apre sul fianco sinistro della Collegiata di San Gimignano. Venne chiuso nel 1632 e trasformato nell'oratorio di San Giovanni.
Adibito quindi a Battistero, vi venne spostato il fonte realizzato nel 1379 da Giovanni di Cecco, in sostituzione di quello duecentesco di Nicoletto da Poggibonsi.
In anni relativamente recenti sono state stonacate le arcate ed il loggiato è tornato ad aprirsi su piazza Pecori, rendendo visibile sulla parete di fondo il gradevole affresco dell'Annunciazione (1482), commissionato da Giuliano di Martino Cetti e attribuito a Sebastiano Mainardi, tra i più importanti pittori della bottega di Domenico Ghirlandaio. Appartiene all'autore delle storie neotestamentarie della Collegiata il Profeta affrescato sulla volta che sovrasta l'Annunciazione.